# Caricom Interne Markt en Economie
De Caricom Interne Markt en Economie (Caricom Single Market and Economy; CSME) is een ontwikkelingsstrategie van de Caricom die werd overeengekomen tijdens de 10e conferentie van regeringshoofden van de Caricom in juli 1989 in Grand Anse bij Saint George's, Grenada.
De verklaring van Grand Anse had drie hoofdkenmerken:
1. Verdieping van de economische integratie naar een interne markt en economie.
2. Het verbreden van het lidmaatschap en daarmee het vergroten van de gemeenschappelijke markt (Suriname en Haïti werden bijvoorbeeld pas in 1995 en 2002 als volwaardige leden toegelaten).
3. Geleidelijke integratie van de regio in het wereldwijde handels- en economische systeem door de handelsbetrekkingen met niet-traditionele partners te versterken.

Naast de stimulering van onderlinge im- en exporten, is het voor bedrijven en zelfstandigen hierdoor mogelijk om in een van de CSME-landen een bedrijf te openen en om er te werken. Bijvoorbeeld kunnen Guyaanse buschauffeurs een vergunning aanvragen in Suriname en Surinaamse in Guyana. Ook worden studenten in het kader van de CSME gestimuleerd om zich te oriënteren op een carrière in een van de andere Caricom-landen.